# Glyphicnemis brevioides
Glyphicnemis brevioides är en stekelart som först beskrevs av Tohru Uchida 1952.  Glyphicnemis brevioides ingår i släktet Glyphicnemis och familjen brokparasitsteklar. Inga underarter finns listade i Catalogue of Life.